# Nadia Savtchenko
Pour les articles homonymes, voir Savtchenko.
Nadia Viktorivna Savtchenko (en ukrainien : Надія Вікторівна Савченко), née le 11 mai 1981 à Kiev, est une pilote et femme politique ukrainienne.
Ayant le grade de lieutenant de l'armée ukrainienne, elle est membre du bataillon nationaliste Aidar. Elle devient mondialement célèbre après avoir été emprisonnée et mise en accusation en 2015 en Russie pour l'assassinat de deux journalistes russes couvrant la guerre du Donbass. Considérée comme une héroïne en Ukraine, elle est désignée tête de liste du parti de Ioulia Tymochenko, Union panukrainienne « Patrie », et est élue députée lors des élections législatives de 2014. Elle est condamnée à 22 ans de prison le 21 mars 2016 pour complicité de meurtres. Cependant, elle est graciée et libérée le 25 mai de la même année en échange de deux prisonniers russes.
Elle s'implique ensuite en politique en fondant fin 2016 son propre parti, le Mouvement pour le peuple actif d'Ukraine, devenu par la suite la Plateforme sociale et politique de Nadia Savtchenko. Elle est de nouveau placée en détention le 22 mars 2018, cette fois en Ukraine, pour tentative d'attaque contre le Parlement, puis libérée en avril 2019.

## Biographie
Dès 16 ans, Nadia Savtchenko désire être pilote. Après des études de couture et de journalisme, elle s'engage dans l’armée. En 2004, elle sert six mois en Irak au sein du contingent ukrainien des forces de maintien de la paix où elle est l'unique femme soldat du contingent ukrainien de la coalition internationale en Irak. Elle entre à l'Université nationale de la Force aérienne Ivan Kojedoub située à Kharkiv où elle obtient son diplôme de pilote de chasse en 2009.
Nadia Savtchenko a été la figure de proue de la campagne des Nations unies visant à promouvoir l’égalité dans l’armée ukrainienne.
Déçue par l'absence de réaction à l'annexion de la Crimée par la Russie, Savtchenko quitte l'armée ukrainienne et rejoint les rangs du très controversé bataillon Aidar,.
Seule pilote ukrainienne du Sukhoï Su-24, elle est aussi pilote d'hélicoptère Mil Mi-24,.
Lors de l'Euromaïdan, elle ne prend pas parti entre pro-Ianoukovytch et pro-européens.

### Guerre du Donbass et emprisonnement en Russie
Le 17 juin 2014, le correspondant Igor Korneliouk et l'ingénieur du son Anton Volochine de la télévision publique russe VGTRK font un reportage sur l'évacuation des habitants de la zone de combats près de l'agglomération de Mirny dans l'oblast de Louhansk. Selon les enquêteurs russes, Nadia Savtchenko aurait communiqué par téléphone la position précise des deux journalistes russes,, aux volontaires du bataillon Aidar qui les auraient soumis à un tir de mortier qui leur fut fatal. Igor Korneliouk meurt à l'hôpital de Lougansk des suites de ses blessures et Anton Volochine meurt lors du bombardement.
Le 17 juin 2014, elle est capturée dans les environs du village de Metalist par des rebelles pro-russes et ensuite livrée à la Russie sous l'accusation de meurtre avec préméditation sur les deux journalistes russes,. Pour leur part, ses avocats affirment qu'elle était déjà en cellule et interrogée par les rebelles au moment des faits. À l'origine, le Comité d'enquête russe souhaitait également inculper la jeune militaire pour six autres tentatives de meurtres, mais il a dû renoncer à ses poursuites du fait que les victimes en question étaient ukrainiennes.
Le 26 octobre 2014, elle est élue députée du parti Union panukrainienne « Patrie » à la Rada.

### Procès et condamnation en Russie

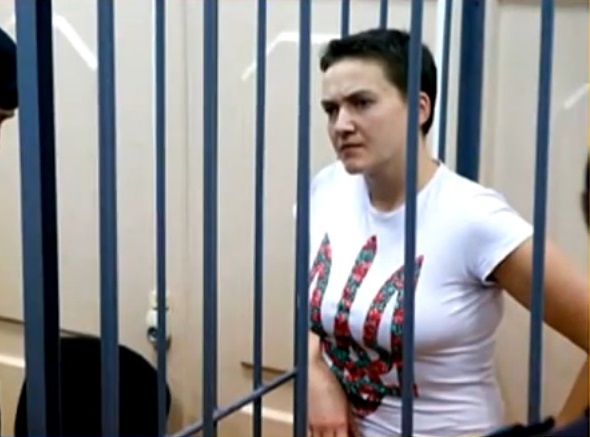
Nadia Savtchenko durant sa captivité.

Le 15 septembre 2015, son procès s'ouvre à Donetsk, ville russe frontalière de l'Ukraine. Ce procès est jugé politique par de nombreuses personnalités occidentales[réf. nécessaire]. Il se termine le 9 mars 2016, l'accusation réclamant 23 ans de prison. L'accusée, qui avait entamé une grève de la faim et de la soif, s'adresse au tribunal en leur indiquant « je ne reconnais ni ma culpabilité ni la cour » puis leur adresse un bras d'honneur tandis que plusieurs centaines de personnes, dont Ioulia Tymochenko, manifestent devant l'ambassade de Russie à Kiev. Un rassemblement interdit regroupe à Moscou une centaine de personnes, dispersées par la police.
La chef de la diplomatie de l’Union européenne, Federica Mogherini, demande le 9 mars 2016 aux  autorités russes de la libérer « immédiatement et sans conditions ».
Le 21 mars 2016, elle est reconnue coupable par la justice russe de complicité de meurtre. Le lendemain, elle est condamnée à 22 ans de prison ferme.

### Libération
Le 25 mai 2016, elle est graciée et échangée par la Russie contre deux Russes emprisonnés en Ukraine, Evgueni Erofeïev et Alexandre Alexandrov, accusés par Kiev d'appartenir au service de renseignement militaire russe (GRU) et d'avoir combattu aux côtés des rebelles dans l'Est lors de la Crise ukrainienne,. Elle est alors décorée de la médaille de Héros d'Ukraine.

### Carrière politique

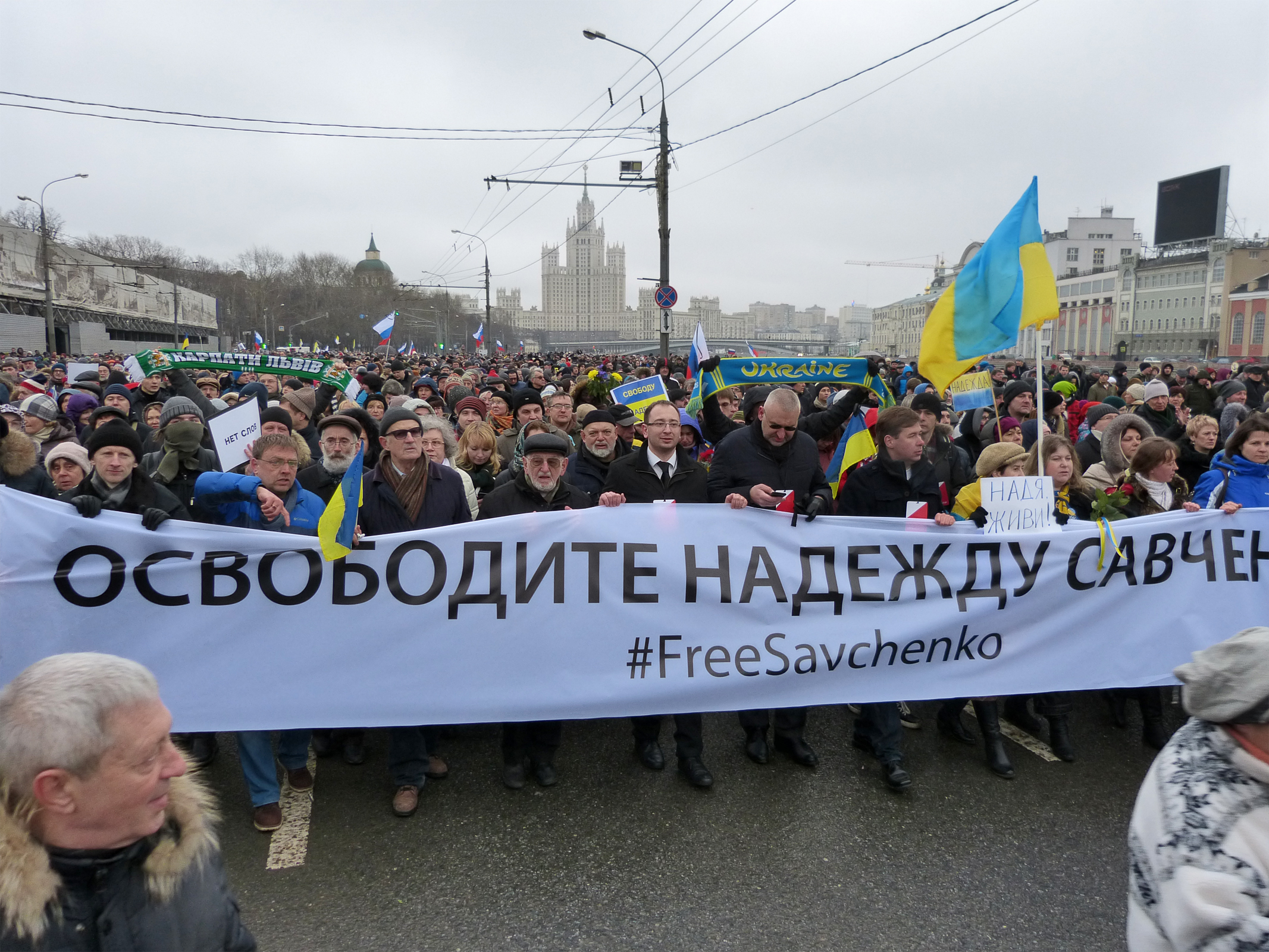
Banderole réclamant la libération de Nadia Savtchenko, lors de la manifestation du 1 mars 2015 à Moscou en mémoire de Boris Nemtsov.

Après sa libération, Savtchenko se rend le 31 mai 2016 à la Rada pour devenir députée de l'Union panukrainienne « Patrie ».
Le 2 août 2016, elle entame une nouvelle grève de la faim pour réclamer du gouvernement ukrainien qu'il obtienne la libération de ses compatriotes détenus par les séparatistes et par la Russie.
Elle quitte le parti Batkivshchyna. Cette décision est annoncée le 12 décembre 2016, juste après qu'elle admet avoir rencontré à Minsk les leaders séparatistes Alexandre Zakharchenko (de la république populaire de Donetsk) et Igor Plotnitski (de la république populaire de Lougansk). Le 15 décembre 2016, Batkivshchyna expulse Savchenko de son groupe parlementaire. Le 22 décembre 2016, la Rada lui retire sa désignation à l'Assemblée parlementaire du Conseil de l'Europe.
Le 27 décembre 2016, elle fonde le Mouvement pour le peuple actif d'Ukraine (RUNA), devenu entretemps la Plateforme sociale et politique de Nadia Savtchenko, un mouvement d'opposition à Petro Porochenko visant « à réformer le peuple ukrainien et à changer le système, à créer un véritable changement » et notamment à lutter contre la corruption.
En 2017, elle est en perte de popularité et se retrouve au centre d'une controverse après avoir fait des remarques antisémites, déclarant qu'elle « n'aime pas les youpins », ajoutant que « les Juifs possèdent 80 % du pouvoir quand ils ne représentent que 2 % de la population »,.
En 2019 elle se présente pour les élections législatives à Horlivka où elle reçoit 1,24% des voix, Oleksandr Kovalev a remporté avec 64,31 % le poste de député.

### Poursuites judiciaires en Ukraine
Le 15 mars 2018, le procureur général d'Ukraine Iouri Loutsenko accuse Nadia Savchenko d'avoir préparé une attaque terroriste contre la Rada. Le procureur affirme qu'elle a personnellement planifié une attaque au mortier et à la grenade contre le Parlement. Selon lui, les survivants dans la salle des séances plénières devaient être achevés à l’arme automatique. Le procureur ordonne l’arrestation et la mise en détention de Nadia Savtchenko,. Elle est convoquée pour interrogatoire le 12 mars 2018, mais elle ne se rend pas à la convocation et quitte l'Ukraine.
De retour dans le pays, son immunité parlementaire est finalement levée le 22 mars puis elle est arrêtée. Le 23 mars, le parquet annonce qu'elle encourt la prison à vie. Elle annonce alors qu'elle entame une nouvelle grève de la faim.
Désignée candidate par la Plateforme sociale et politique de Nadia Savtchenko à l'élection présidentielle de 2019, elle voit sa candidature rejetée par la Commission électorale centrale d'Ukraine pour papiers manquants et pour ne pas avoir déposé la caution exigée,.
Le 15 avril 2019, elle est libérée. Le 30 mai, elle annonce que son parti participera aux élections législatives ukrainiennes de 2019.